# Barbara Hund
Barbara Hund é uma jogadora de xadrez da Suíça, com diversas participações nas Olimpíadas de xadrez. Barbara participou das edições de 1978 a 1988 pela Alemanha tendo conquistado a medalha individual de prata em 1978 e a de bronze em 1980 além da medalha de bronze por equipes em 1978. A partir da 1992 passou a defender a Suíça, conquistando duas medalhas de bronze individuais em 1994 e 2004.